# Klasztor Niederaltaich
Klasztor Niederaltaich – barokowy klasztor benedyktynów, znajdujący się w Niederalteich.

## Źródła
- Roman Deutinger, Stephan Deutinger: Die Abtei Niederaltaich. Geschichte, Kultur und Spiritualität von der Gründung bis zur Säkularisation (= Studien und Mitteilungen zur Geschichte des Benediktinerordens. Bd. 53). EOS, Sankt Ottilien 2018, ISBN 978-3-8306-7903-5.